# Solens tempel (film)
Solens tempel (franska: Tintin et le temple du soleil) är en belgisk-fransk tecknad långfilm från 1969 som baseras på de två seriealbumen De sju kristallkulorna och Solens tempel.
Filmen hade biopremiär i Sverige den 22 oktober 1971.

## Handling
Sju arkeologer faller i en mystisk sömn efter att ha återvänt från Peru med den gamla inkamumien Rascar Capac. Då Professor Kalkyl blir kidnappad av några banditer tvingas Tintin och Kapten Haddock följa efter dem till Sydamerika. Att hitta Kalkyl visar sig inte vara lätt men till sin hjälp har våra hjältar den unge indianpojken Zorrino. Han kan visa dem till Solens tempel.

## Rollista (i urval)
Två svenska dubbningar har gjorts av filmen. En första dubbning som visades på bio 1971, och som sedan gavs ut på LP-skiva, kassettband och CD-skiva.
En nyare dubbning utkom på VHS 1991, och senare på DVD. Denna version har klippt bort båda sångerna som är med i filmen.
| Roll           | Originalröst      | Svensk röst (1971) |
| Tintin         | Philippe Ogouz    | Jacob Hård         |
| Kapten Haddock | Claude Bertrand   | Bernt Lundquist    |
| Dupont         | Paul Rieger       | Lars Lennartsson   |
| Dupond         | Guy Pièrauld      | Bert-Åke Varg      |
| Zorrino (tal)  | Lucie Dolène      | Stig-Erik Öström   |
| Zorrino (sång) | Lucie Dolène      | Pia Lang           |
| Inkakungen     | Jean Michaud      | Per Myrberg        |
| Maita (tal)    | Linette Lemercier | Marianne Väyrynen  |
| Maita (sång)   | Linette Lemercier | Pia Lang           |

- Svensk dialogregi, redigering, översättning – Lasse Swärd[7]

### Svenska omdubbningen 1991
I den svenska omdubbningen från 1991 medverkade följande personer.
- Bo Bergstrand
- Axel Düberg
- Jonas Bergström
- Irene Lindh
- Jan Nygren
- Översättare – Lars Olov Skeppholm